# Malvaglio
Malvaglio (Malvaj in dialetto milanese) è una frazione del comune italiano di Robecchetto con Induno, sita a sudest del centro abitato, verso Cuggiono.

## Storia

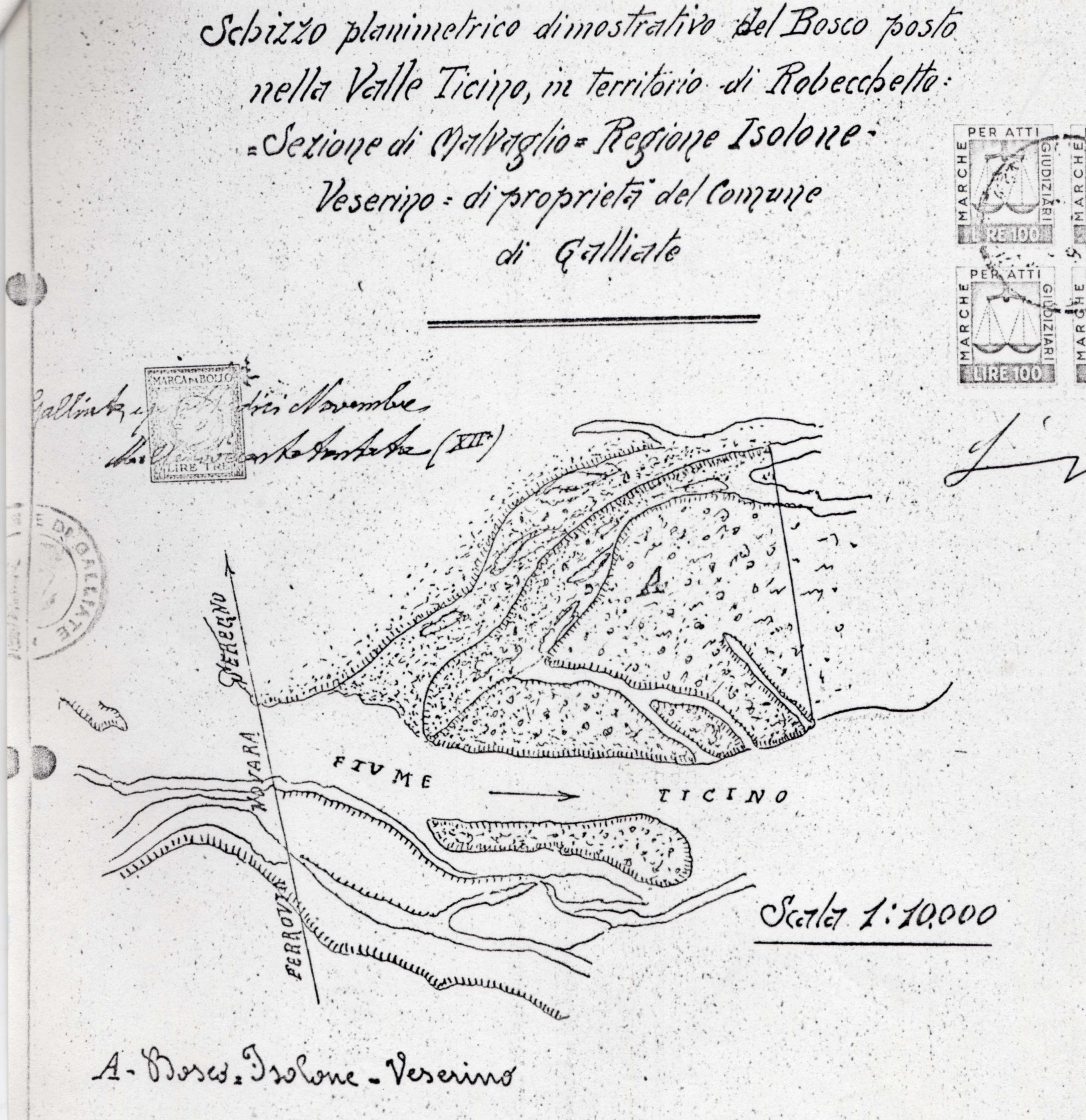
Il Bosco Isolone nel territorio di Malvaglio verso il fiume Ticino

Anticamente censito come comune rurale autonomo del Milanese, le prime notizie che ci pervengono sull'abitato di Malvaglio risalgono al 1540 quando Giovanni Angelo Della Croce risulta essere proprietario di quasi 600 pertiche nel territorio del comune. Nel 1558 si fa cenno al fatto che i canonici locali possiedono il 12% del territorio comunale, mentre il 7% dello stesso è affidato alla gestione della chiesa di San Vittore di Robecchetto. A differenza del vicino comune di Robecchetto dove gli enti religiosi vantavano proprietà molto più copiose, a ogni modo, il territorio malvagliese era suddiviso al suo interno tra i principali proprietari terrieri della zona tra cui citiamo le famiglie Beolchi, Bossi, Della Croce, Crivelli, Visconti, Corio, Piatti, Bianciardi, Lampugnani, Maggi e Pisoni oltre alla deputazione comunale. 
Dopo che il feudo di Inveruno e terre circonvicine (nel quale era compreso anche il territorio di Malvaglio) venne concesso il 6 maggio 1652 dalla Regia Camera di Milano a Giovan Battista Lossetti, un capitano di ventura originario di Vogogna, la sua famiglia mantenne il possesso di queste terre per una quarantina d'anni sino al 19 aprile 1695. In quella data, infatti, la porzione del feudo di Malvaglio venne rivenduta e assegnata dalla stessa Regia Camera milanese alla famiglia di Odoardo Della Croce.
In base al censimento voluto nel 1751 dall'imperatrice Maria Teresa, il Comune di Malvaglio contava 223 anime, salite a 423 nel 1771. Con la morte del conte Giuseppe Della Croce senza eredi il 23 agosto 1762, il feudo di Malvaglio tornò alla Regia Camera di Milano che lo rivendette nove anni più tardi a Giovanni Francesco Cattaneo con una popolazione raddoppiata rispetto a quando il feudo era passato ai Della Croce quasi ottant'anni prima.
Alla proclamazione del Regno d'Italia nel 1805 risultava avere 231 abitanti. Nel medesimo censimento del Catasto Teresiano viene inoltre evidenziata la forte presenza dei Domenicani della chiesa milanese di Sant'Eustorgio, già presenti nel territorio comunale dal XVI secolo, che ivi possedevano dei terreni e una casa.
Nel 1809 un regio decreto di Napoleone gli annesse il comune di Induno, ma nel 1811 fu a sua volta soppresso per essere incorporato da Cuggiono. Il Comune di Malvaglio fu quindi ripristinato con il ritorno degli austriaci, che tuttavia ritornarono sui loro passi nel 1853 annettendo il territorio a Induno.

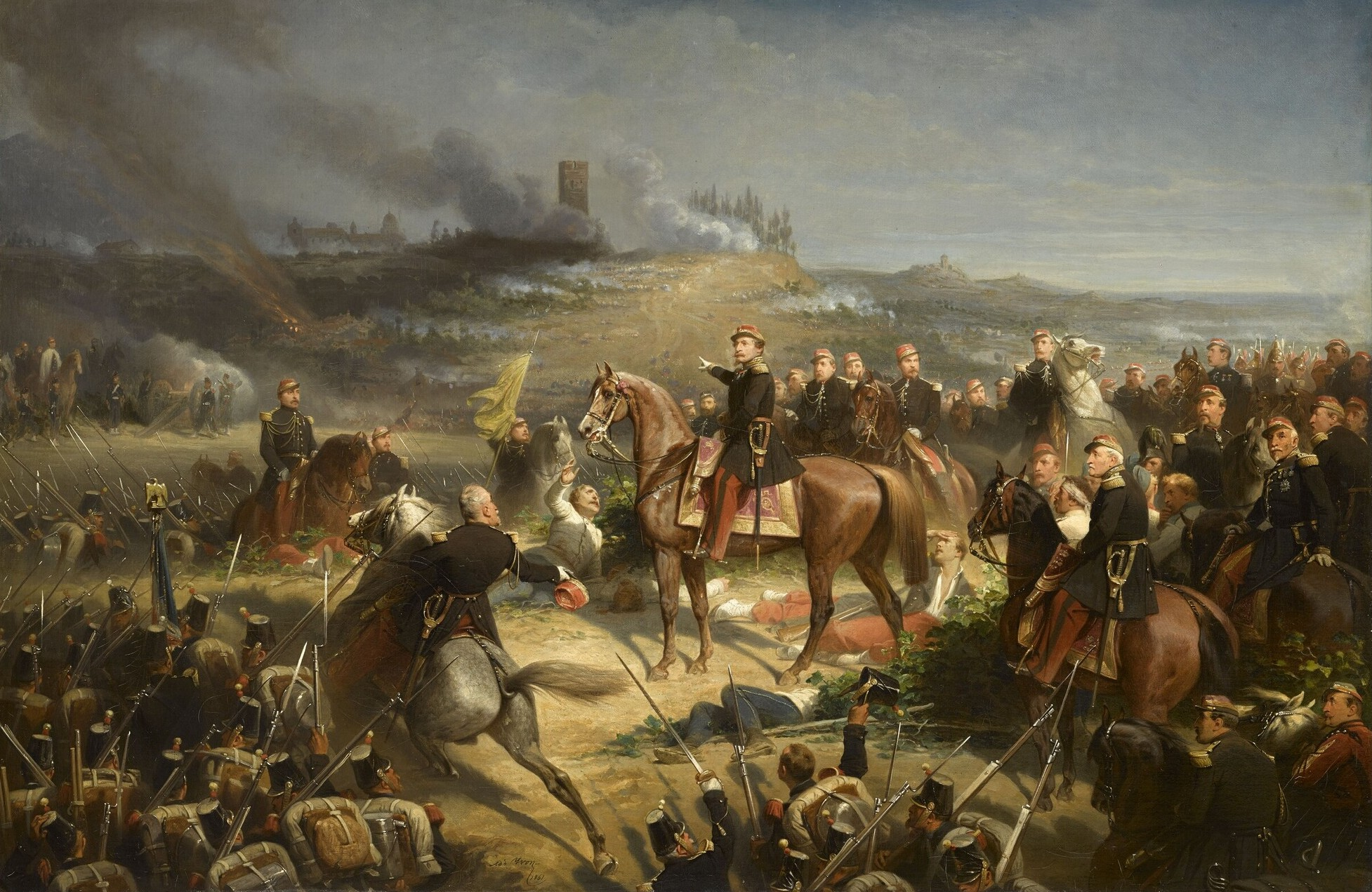
Il generale Camou durante la campagna d'Italia del 1859

Nei prodromi della Battaglia di Turbigo del 3 giugno 1859 (che precedette di un giorno quella più famosa di Magenta), dopo l'attraversamento del Ticino a Turbigo da parte della divisione del generale Jacques Camou, nel primo pomeriggio si ebbero degli scontri e alcune cariche alla baionetta tra gli uomini del 45° di linea francese e l'avanguardia austriaca. Gli austriaci ebbero la peggio e vennero costretti a ripiegare dapprima su Malvaglio e poi a ritirarsi a Magenta. Nello scontro morirono quattro cacciatori tirolesi che vennero sepolti nel camposanto di Malvaglio.
All'unità d'Italia nel 1861, a Malvaglio vennero censite 24 case abitate da 66 famiglie in tutto, mentre gli abitanti registrati nel 1883 erano 583.
Con il Novecento, l'area di Malvaglio era popolata da 878 abitanti ed era fiorente l'attività della tessitura del lino con un'industria che occupava 248 persone. Nel 1917 l'abitato malvagliese si era anche dotato di un asilo infantile che era stato realizzato dalla parrocchia locale col contributo dei cittadini e che arrivò a contare un centinaio di iscritti, ma questo già chiuse nel 1923 per insufficienza di fondi. La situazione rimase tale sino al 12 maggio 1934 quando Vincenzo Ronzoni lasciò per testamento la somma di 50.000 lire alla parrocchia perché ripristinasse l'asilo infantile a suo nome. La scelta non fu quella di recuperare la vecchia struttura, bensì di acquistare la vecchia filanda per la seta (chiusa nel 1932) per 37.000 lire e di trasformarla in asilo, il quale risultò pronto il 25 luglio 1938 quando venne benedetto dal cardinale Alfredo Ildefonso Schuster il quale inviò in locole suore del Cottolengo a dirigere la struttura che accolse 52 bambini educati secondo il metodo di Maria Montessori.

## Monumenti e luoghi d'interesse

### Architetture religiose

#### Chiesa parrocchiale di San Bernardo

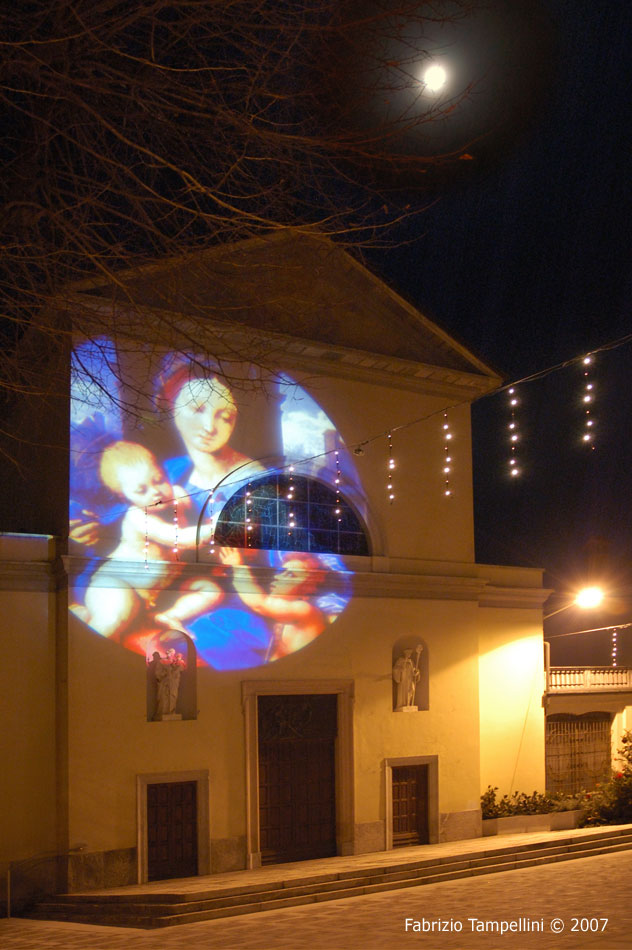
La chiesa parrocchiale durante le festività natalizie del 2006

Dedicata per esteso ai santi Bernardo e Giuseppe, la chiesa parrocchiale di Malvaglio venne costruita a partire dal 9 marzo 1845 su un sito completamente nuovo, in sostituzione della vecchia chiesa parrocchiale che venne in un primo tempo abbandonata per insufficienza di posti e poi venduta a privati come stabile. L'autore del nuovo progetto, come indicato in una lapide presente sul primo pilastro interno alla chiesa, fu l'architetto Pietro Zirotti che si avvalse in questo delle copiose donazioni compiute dal nobile Raffaele Bossi e dalle nobili sorelle contessa Marianna Clerici Lurani e nobile Teresa Clerici Brambilla che acquistarono il terreno per la comunità, organizzando il trasporto dei sassi del Ticino necessari oltre all'escavazione di sabbia e all'acquisto di mattoni.

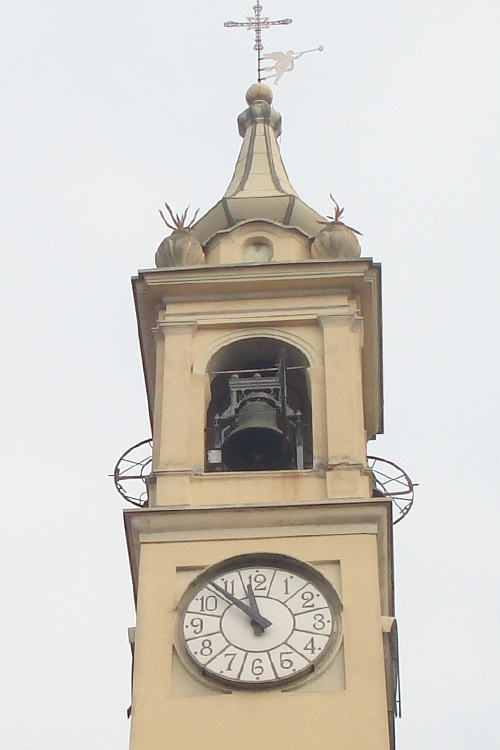
Il campanile della chiesa

Nel 1924 vennero realizzate le ricche decorazioni pittoriche interne ad opera del pittore Romano Ciserna, coadiuvato da Raffaele Solmonte e Giuseppe Marcovic. L'altare marmoreo della cappella della Madonna del Rosario venne realizzato da Bartolomeo Torretta di Milano nel 1854.
A conclusione dei lavori, la chiesa venne solennemente benedetta dall'arciprete di Cuggiono, don Antonio Pellegatta, nel 1948.
La chiesa, esternamente decorata in forme semplici, è terminata da un timpano sotto il quale si apre un grande finestrone a lunetta che fa pervenire la luce all'interno del tempio. La facciata è completata, sopra le porte laterali al portone d'ingresso, da due nicchie con due statue raffiguranti rispettivamente San Bernardo e San Giuseppe copatroni della chiesa. La chiesa possiede un concerto di 5 campane in Mi3, fuso nel 1870 dalla ditta Felice Bizzozero.

#### Ex chiesa parrocchiale
La primitiva chiesa parrocchiale di Malvaglio che con la nuova e più capiente costruzione della metà del XIX secolo cadde in disuso e passò a proprietà privata, aveva origini piuttosto antiche. Il culto di San Bernardo nell'area aveva risentito moltissimo della presenza in loco di un gruppo di monaci cistercensi provenienti dall'Abbazia di Morimondo. 
La prima descrizione di questa chiesa venne fatta da San Carlo Borromeo nel 1570 durante una delle sue visite pastorali nel territorio. Nel suo diario annotò il santo: "All'ingresso, ne ascende ne discende, è soffittata in quadretti ed è alta dieci cubiti; ha due finestre verso mezzodì e una in frontespizio. Non ha cappelle, l'altare è appoggiato al muro. Ha una bradilla (predella) alta dal pavimento della Chiesa onze 9. No ha fissata. Ha uno pilastrello co' sopra una campana. No ha campanile. Il sitto è alquanto rovinoso. Non vi è loco di edificar” Durante questa medesima visita, il Borromeo diede ordine di recintare il camposanto che si trovava attorno alla chiesa per impedirne l'accesso agli animali in cerca di cibo, oltre alla costruzione di una sacrestia e di una casa d'abitazione per il coadiutore, il tutto a carico di spesa del parroco di Robecchetto, a patto che i lavoranti terminassero il tutto entro il tempo prestabilito di due anni. Fu in questa occasione che l'arcivescovo milanese diede anche ordine di abbellire la chiesa con dei dipinti, alcuni dei quali sono giunti sino ai nostri giorni.
San Carlo Borromeo, in cambio di queste migliorie, concesse alla chiesa di Malvaglio lo status di parrocchia indipendente da Robecchetto (che perdurò a ogni modo per breve tempo) e conobbe un periodo di notevole splendore grazie a donazioni personali effettuate dai parroci Pompeo e Carlo Pompeo Pisoni, originari entrambi di Buscate. Venne quindi rifatto integralmente il pavimento in cotto lombardo con mattonelle prodotte ad Albairate.
Malvaglio tornò a essere parrocchia nel 1680.
Nel 1753, quando giunse in visita pastorale il cardinal Giuseppe Pozzobonelli, la chiesa non appariva di molto ampliata dai tempi di san Carlo, essendo state realizzate solamente due cappelle laterali, una contenente il fonte battesimale e l'altra dedicata alla Beata Vergine Maria con la tomba di Carlo Pompeo Pisoni che volle ivi essere sepolto. La chiesa godeva di 115 pertiche di terreno nel territorio malvagliese.
Quando a metà Ottocento la chiesa, come si è detto, divenne insufficiente ad ospitare i malvagliesi, la struttura precedente venne venduta a privati che, solo di recente, hanno provveduto ad un accurato restauro degli affreschi dei secoli XVI-XVII raffiguranti episodi della vita di Cristo oltre ad un'immagine della figura di San Vittore a cavallo ed una Adorazione dei Magi, dipinti con tutta probabilità dal pittore saronnese Francesco Pigna il 22 giugno 1620 (come riporta un'iscrizione in loco). Presso l'altare si trovano le figure di San Bernardo e San Carlo Borromeo ascrivibili alla medesima mano.

#### Oratorio di San Giovanni Battista (Lazzaretto)
L'oratorio di San Giovanni Battista, eretto a notevole distanza dal centro abitato di Malvaglio, venne costruito come luogo di ricovero per gli appestati del XVII secolo. La devozione al luogo, ad ogni modo, continuò anche dopo il periodo della peste dal momento che nel 1719 esso venne ampliato con la creazione di un coro e nel 1753 ancora si portava a quella chiesa particolare rispetto se ogni anno, il giorno di San Giovanni Battista, vi si celebrava una messa solenne con l'intervento di cinque sacerdoti. 

## Società
"Abitanti censiti"

## Media
A Malvaglio esiste dal 1977 Radio TRM che trasmette principalmente notizie dell'area del castanese.